# Agaltara nebulosa
Agaltara nebulosa är en fjärilsart som beskrevs av De Toulgoët 1979. Agaltara nebulosa ingår i släktet Agaltara och familjen björnspinnare. Inga underarter finns listade i Catalogue of Life.